# Teracotona immaculata
Teracotona immaculata är en fjärilsart som beskrevs av Wichgraf 1921. Teracotona immaculata ingår i släktet Teracotona och familjen björnspinnare. Inga underarter finns listade i Catalogue of Life.